# Wiel Bremen
Willem Godfried (Wiel) Bremen (Kerkrade, 17 juli 1925 - Maastricht, 24 februari 2014) is een voormalig KVP- en CDA-politicus die van 1971 en 1981 lid van de Tweede Kamer der Staten-Generaal was.
Als Tweede Kamerlid voor KVP en CDA zette Bremen zich vooral in voor zijn eigen streek. Hij was als beambte werkzaam in de mijnbouw en later wethouder van Kerkrade. In de Tweede Kamer was hij vooral actief als woordvoerder volkshuisvesting en politie. Ook was hij voorzitter van de bijzondere commissie voor de Perspectievennota Zuid-Limburg en voorstander van de spreiding van rijksdiensten. Bremen behoorde in KVP en CDA tot de rechtervleugel en was in 1973 in zijn fractie een van de vier leden die tegen de vorming van het kabinet-Den Uyl stemden.
In 1987 werd hij benoemd tot Officier in de Orde van Oranje-Nassau.
- Biografisch Portaal: 41377220
- Parlement.com: vg09lle81sx2